# Croton catati
Espèce
Croton catati est une espèce de plantes à fleurs du genre Croton et de la famille des Euphorbiaceae, présente au centre et au centre sud de Madagascar.
Il a pour synonyme :
- Croton hilaris, Baill., 1891